# 扎里奇亞
49°2′8″N 23°2′38″E / 49.03556°N 23.04389°E
扎里奇亞（烏克蘭語：Заріччя），是烏克蘭西部的村莊，隸屬利維夫州的桑比爾區。該村面積0.2平方公里，海拔高度609米，2001年人口435，人口密度每平方公里2,175人。